# 桶後溪
桶後溪位於台灣北部，是南勢溪最大的支流，流域分佈於新北市烏來區東北部。其源頭位於烘爐地山，向西偏北流至孝義，匯集南邊的支流阿玉溪後，繼續流至烏來，在此注入南勢溪而終止。

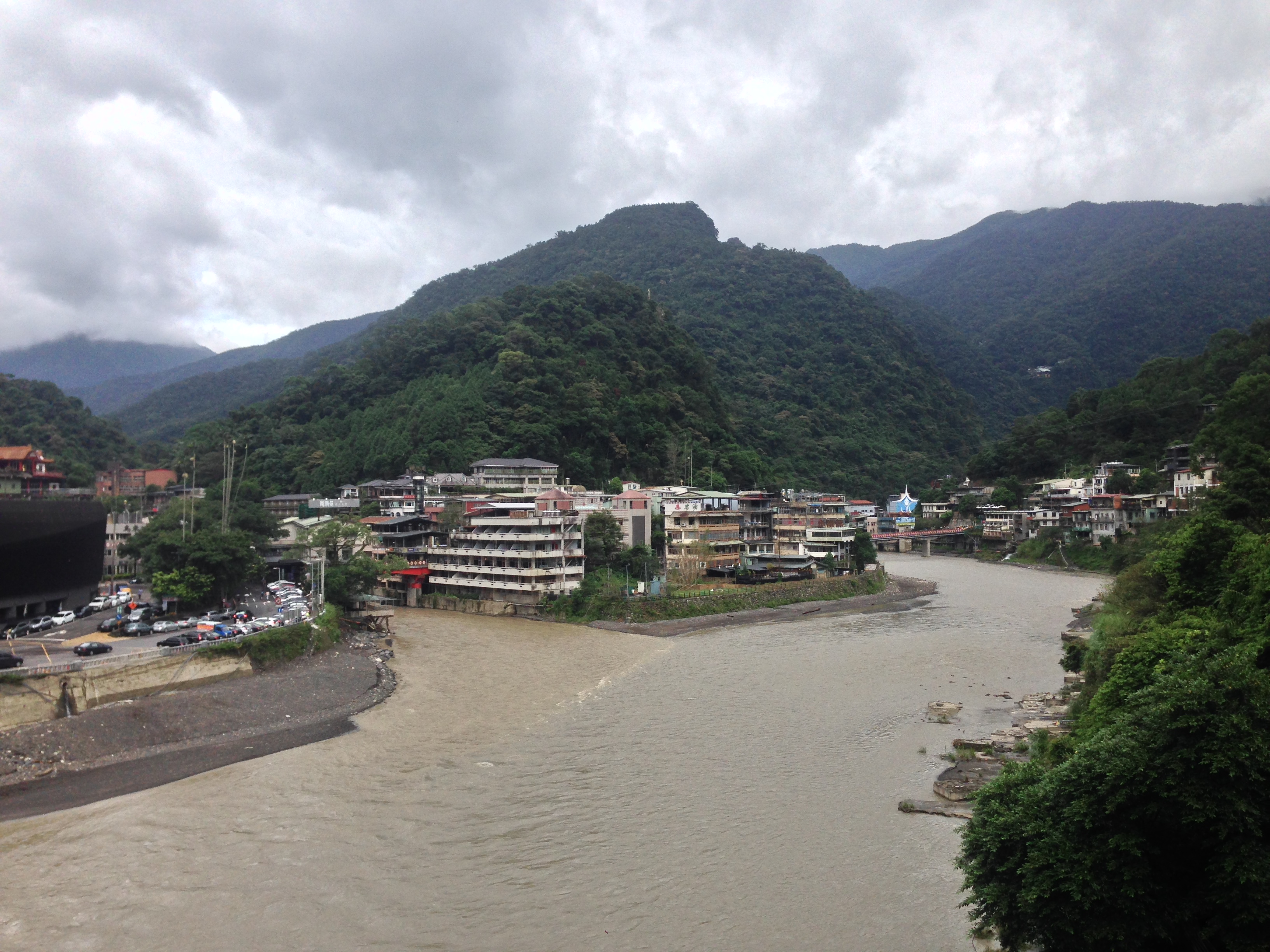
南勢溪與桶後溪匯流處

桶後溪上游有桶後越嶺古道，可通往宜蘭縣礁溪鄉。

## 事故
2020年1月2日，一架隸屬中華民國空軍救護隊的UH-60M黑鷹直升機失事墜毀於該溪谷，機上13名機組員及乘客中有8人死亡，其中包含時任中華民國參謀總長沈一鳴空軍上將、國防部政治作戰局副局長于親文空軍少將及總士官督導長韓正宏陸軍士官長等中華民國國軍高階將領。